# 2557 Putnam
2557 Putnam eller 1981 SL1 är en asteroid i huvudbältet som upptäcktes den 26 september 1981 av de båda amerikanska astronomerna Norman G. Thomas och Brian A. Skiff vid Anderson Mesa Station. Den har fått sitt namn efter Roger L. Putnam och Michael C. J. Putnam.
Asteroiden har en diameter på ungefär 7 kilometer.